# Synagoga Tempel w Stanisławowie
Synagoga Tempel w Stanisławowie – synagoga znajdująca się w Stanisławowie, obecnie Iwano-Frankiwsku.

## Historia
Koncepcje budowy dużej, reformowanej synagogi w mieście narodziły się w 1887 roku wśród członków „Stowarzyszenia Postępowego”. Wkrótce Aleksander Wittels i Eliasz Fischer wraz z innymi członkami stowarzyszenia powołali komitet budowy synagogi postępowej.
W 1888 roku powstało Towarzystwo Świątyni Izraelickiej. W 1893 roku powołano zarząd, komisję budowlaną, walne zgromadzenie oraz otrzymano w darowiźnie od zarządu miasta działkę pod budowę synagogi.
Dnia 20 czerwca 1895 roku nastąpiło uroczyste wmurowanie kamienia węgielnego przez rabina Izaaka Horowitza. Został on umieszczony w fundamencie, pod drzwiami prowadzącymi do głównej sali modlitewnej. Budowa synagogi trwała cztery lata, a jej projektantem był wiedeński architekt Wilhelm Stiasny.
Uroczyste otwarcie synagogi nastąpiło 4 września 1899 roku z udziałem władz miasta oraz rzeszy wiernych. Podczas I wojny światowej synagoga została znacznie uszkodzona. Po zakończeniu wojny została gruntownie odrestaurowana, a w latach 1927–1929 wykonano wewnątrz nowe malowidła, z zewnątrz otynkowano oraz wymieniono dach na nowy.
Podczas II wojny światowej, po wkroczeniu wojsk niemieckich do Stanisławowa w 1941 roku, synagoga została zdewastowana. Po zakończeniu wojny została prowizorycznie wyremontowana.
Obecnie synagoga służy w połowie lokalnej społeczności żydowskiej. Mieści się w niej skromna sala modlitewna oraz biura gminy. Druga część synagogi jest wykorzystywana jako salon meblowy.

## Architektura
Murowany budynek synagogi wzniesiono na planie prostokąta, w stylu mauretańskim z domieszką neorenesansu. Wewnątrz w zachodniej części znajduje się przedsionek, z którego wchodziło się do głównej sali modlitewnej, którą z trzech stron otaczały galerie dla kobiet. Całość posiadała 300 miejsc siedzących.
Na ścianie wschodniej znajduje się apsyda, w której umieszczony był dawniej mauretański Aron ha-kodesz. Pierwotnie w narożnikach synagogi znajdowały się cztery wieże nakryte cebulastymi kopułami z iglicami z gwiazdami Dawida.